# ديمبسي ترافيس
ديمبسي ترافيس (بالإنجليزية: Dempsey Travis)‏ هو مؤرخ أمريكي، ولد في 1920 في شيكاغو في الولايات المتحدة، وتوفي في 2009.